# Llorenç Barber
Llorenç Barber (Ayelo de Malferit, Valencia,  6 de agosto de 1948), es un compositor, teórico, musicólogo y artista sonoro español. Introductor del minimalismo musical en España y creador de propuestas como la «música plurifocal» («conciertos de ciudad», «naumaquias», «conciertos de los sentidos», «conciertos itinerantes», etc); músicas textuales, improvisación, construcción de instrumentos experimentales, etc. También ha llevado a cabo una importante labor como creador de colectivos en torno al arte de vanguardia y la música posmoderna.

## Biografía
Llorenç Barber nació en Ayelo de Malferit (Valencia) en el seno de una familia que había huido en 1945 de la Segunda Guerra Mundial desde su residencia de Versalles en Francia. Nace el 6 de agosto de 1948.
A los 10 años de edad ingresa en el seminario metropolitano (1958-1968) donde estudió órgano, campanas, gregoriano, Bach y todas las noticias sobre la vanguardia que llegaban a Valencia. Curiosamente una de las personas que recuerda de esa época como más influyente es el padre Alfons Roig, más cercano a las artes plásticas que a la música. En el año 1970 entra en contacto con John Cage a través de la lectura de Silence en el mismo año que contacta por primera vez con el grupo Zaj. A pesar de ser invitado a estudiar piano con Fernando Puchol en Madrid en 1971 con la finalidad de convertirse en un virtuoso del piano, declina esta invitación para seguir a Ramón Barce y comenzar una carrera como creador por libre.
Después de unos conciertos en Lisboa y Valencia, y de iniciarse como conferenciante en la universidad de esta última ciudad, llega a la Universidad de Madrid en 1972 como estudiante de Filosofía y Letras (de hecho realizó un trabajo sobre Zaj para estos estudios como tesina o memoria de licenciatura). Ese mismo año recibe otra de sus grandes influencias al contactar con Ramón Barce. 
A partir de este año comienza a fundar varios de los grupos musicales que pasarían a ser algunos de los más importantes la época en España: en 1973 Llorenç empieza a trabajar en la idea de crear un grupo que produzca músicas de acción en Valencia, y con ese espíritu el 10 de enero de 1974 tiene lugar el concierto fundacional de «Actum» a cargo del propio Barber, en la sociedad El Micalet. Con este grupo (y fuera de él) pasaría varios años dando conciertos, generalmente minimalistas.
En 1976 acude por última vez a Darmstadt donde entra en contacto con compositores como John Cage, Mauricio Kagel o Ligeti y su calidad como compositor hace que al año siguiente en la Fundación Juan March le conceda la beca de creación, y otra el Ministerio de Cultura en 1978. En ese año funda el Taller de Música Mundana junto a la cofundadora Fátima Miranda, del que salieron propuestas como la Ópera para papel.
Fue nombrado director del «Aula de música» de la Universidad Complutense de Madrid en 1979, desde la que organizó y dirigió unos treinta «Cursos de creación musical», cientos de conciertos y cuatro «Festivales de la Libre Expresión Sonora», a lo largo de cinco años en los que se convirtió en uno de los gurús e ideólogos de los compositores más jóvenes del país, aparece también de su mano el «eco grupo instrumental» al año siguiente desde el que se trabajaba, ya de forma más especializada, una serie de músicas de marcado carácter minimalista. También el año 1979 creó y dirigió el ENSEMS, en Valencia, una serie de actos de música alternativa de largo recorrido. También participa en el Flatus vocis trio junto a Fátima Miranda y Bartolomé Ferrando a partir de 1987, el mismo año en el que comienza a participar como colaborador en el programa «El mirador» de RTVE, hasta 1990.
Como director de «Paralelo Madrid-otras músicas» desde 1992, pasa a integrarse al «Festival Escena Contemporánea» hasta la actualidad, como también se extiende hasta hoy las famosas «Nits d’Aielo», festival anual también dedicado al arte experimental, y en cuyo seno se creó, en 2008, el prestigioso Premio Cura Castillejo, que anualmente reconoce la labor de los más destacados creadores y teóricos del arte sonoro y la música experimental en España.
Desde 2006 reside en La Cañada, Valencia. Su última obra fue un encargo para el concierto inaugural del auditorio de la Universidad Laboral, en Gijón, que tuvo lugar el día 19 del mes de octubre de 2007. 
Actualmente se encuentra preparando la publicación de un nuevo libro y se está elaborando su biografía junto con un análisis de toda su obra en el programa de doctorado «Música en la España Contemporánea» de la Universidad de Oviedo.
En mayo de 2010, dictó un Workshop en la Universidad de Chile, dentro del seminario que organiza la Facultad de Artes de la misma casa de estudios.
Para octubre del mismo año, se contempló una intervención con campanas y cañones en el puerto de Valparaíso con la obra Concierto de ciudad, la cual también fue representada en 2013.